# Macropsis sexpunctata
Macropsis sexpunctata är en insektsart som beskrevs av Melichar 1911. Macropsis sexpunctata ingår i släktet Macropsis och familjen dvärgstritar. Inga underarter finns listade i Catalogue of Life.